# Hans Rubner
Hans Rubner (Chienes, 24 novembre 1932 – Brunico, 18 dicembre 2009) è stato un politico italiano, senatore per la Südtiroler Volkspartei dal 1987 al 1994.

## Biografia
Membro della Südtiroler Volkspartei, dal 1973 al 1987 è stato assessore della provincia di Bolzano a Lavori Pubblici e Protezione Antincendi e civile.
Alle elezioni politiche del 1987 fu eletto senatore, vincendo nel collegio di Bressanone con il 81,92%. Fu riconfermato alle elezioni del 1992, nello stesso collegio, ottenendo il 75,76%.
È morto il 18 dicembre 2009.